# Луций Эмилий Регилл
Луций Эмилий Регилл (лат. Lucius Aemilius Regillus; умер после 189 года до н. э.) — римский военачальник и политический деятель из патрицианского рода Эмилиев, претор 190 года до н. э.

## Биография
Луций Эмилий принадлежал к древнему патрицианскому роду. Его отцом предположительно был Марк Эмилий Регилл — претор 217 года до н. э., безуспешно претендовавший на консулат 214 года до н. э.
Луций Эмилий занимал должность претора в 190 году до н. э. По результатам жеребьёвки ему выпало командовать флотом в шедшей тогда Антиоховой войне. Регилл разбил вражеский флот при Мионессе и за это по возвращении на родину был удостоен триумфа (февраль 189 года до н. э.). Позже он построил на Марсовом поле храм морских лар, освящённый в 179 году до н. э.